# Западнотихоокеанская нематалоза
Западнотихоокеанская нематалоза (лат. Nematalosa come) — вид лучепёрых рыб из семейства сельдевых (Clupeidae). Распространены в западной части Тихого океана. Максимальная длина тела 21 см.

## Описание
Тело сжато с боков, относительно высокое, его высота составляет от 36 до 45 % стандартной длины тела. Тело покрыто мелкой циклоидной легкоопадающей чешуёй. Задние края чешуй не зазубрены. В латеральных рядах 40—45 чешуй. На голове чешуи нет. Верхняя часть головы с 5 до 10 костными полосками. Чешуйки перед спинным плавником образуют два ряда и перекрывают одна другую посередине. Рыло тупое, закруглённое. Голова и рот маленькие. Рот полунижний, наружный край нижней челюсти выпячен наружу. Предчелюстная кость короткая. Верхняя челюсть с отчётливой срединной выемкой и расширенным кончиком, загнутым вниз. Окончание верхней челюсти доходит до вертикали, проходящей через передний край глаза. Жаберные крышки гладкие, без костных полосок. Передний край предкрышки с мясистой областью треугольной формы. Многочисленные жаберные тычинки мелкие. Жаберные лепестки в углу первой жаберной дуги короткие. Вдоль всей средней линии брюха тянется киль из 29—31 приострённых чешуй, из них 18—19 расположены до основания брюшных плавников и 10—13 за основанием брюшных плавников. Спинной плавник короткий, расположен в средней части спины. Последний луч преобразован в длинный филамент. Анальный плавник короче длины головы, с 21—24 мягкими лучами. Брюшные плавники с 8 лучами расположены в средней части брюха на уровне основания спинного плавника; первый луч неразветвлённый. Аксиллярная чешуйка у основания грудных плавников хорошо развита. Хвостовой плавник выемчатый.
Общая окраска тела и головы — серебристая. За жаберными крышками есть тёмное пятно. Кончики анального и брюшных плавников молочно-белые.
Максимальная длина тела 21 см, обычно 15—18 см.

## Биология
Морские пелагические рыбы, обитают на глубине от 0 до 13 м. На нерест заходят в устьевые участки рек. У берегов Тайваня самки западнотихокеанских нематалоз впервые созревают в возрасте 2—3 года при средней стандартной длине тела 13 см и массе 39 г. Самцы впервые созревают при длине тела 12 см и массе 45 г. Нерестятся с февраля по апрель при температуре воды 20—24 °С. Нерест порционный. Плодовитость у самок длиной от 15,5 до 21 см варьировала от 51,4 тысяч до 142,2 тысяч ооцитов.
У берегов Окинавы в первые 3—4 года жизни у западнотихоокеанских нематалоз отмечен быстрый рост, затем скорость роста резко замедляется, особенно у самцов. Максимальная продолжительность жизни достигает 11 лет у самок и 9 лет у самцов.
В природных условиях встречаются гибриды Nematalosa come и N. japonica.

## Ареал
Распространены в центрально-западной части Тихого океана от островов Рюкю в Восточно-Китайском море до Квинсленда, включая Яванское море, Филиппины, Папуа — Новая Гвинея и Западная Новая Гвинея (только южная часть).